# Marlon López
Marlon Andrés López Moreno (Managua, 2 novembre 1992) è un calciatore nicaraguense, centrocampista del Real Estelí.

## Carriera

### Club
Ha giocato nel campionato nicaraguense e costaricano

### Nazionale
Ha debuttato in Nazionale nel 2014, ha collezionato oltre 20 presenze e la convocazione per la Gold Cup del 2017.